# Dhandadihi
Dhandadihi là một thị trấn thống kê (census town) của quận Barddhaman thuộc bang Tây Bengal, Ấn Độ.

## Nhân khẩu
Theo điều tra dân số năm 2001 của Ấn Độ, Dhandadihi có dân số 3843 người. Phái nam chiếm 55% tổng số dân và phái nữ chiếm 45%. Dhandadihi có tỷ lệ 64% biết đọc biết viết, cao hơn tỷ lệ trung bình toàn quốc là 59,5%: tỷ lệ cho phái nam là 70%, và tỷ lệ cho phái nữ là 56%. Tại Dhandadihi, 10% dân số nhỏ hơn 6 tuổi.